# Esbønderup
Esbønderup ist ein kleiner Ort in Nordseeland mit 1295 Einwohnern in der Gribskov Kommune in der Region Hovedstaden.
Der Ort besteht aus einem kleineren Kern von älteren Häusern aus dem 19. Jahrhundert umgeben von Einzelhäusern aus den 1960er Jahren. Esbønderup beherbergt Dänemarks ältestes Krankenhaus aus dem Jahr 1755 und hat ein Pflegeheim, einen Supermarkt, einen Kindergarten, die Esbønderup Kirche, eine Schule und eine große Arbeitsentwicklungsinstitution für förderungsbedürftige Menschen.

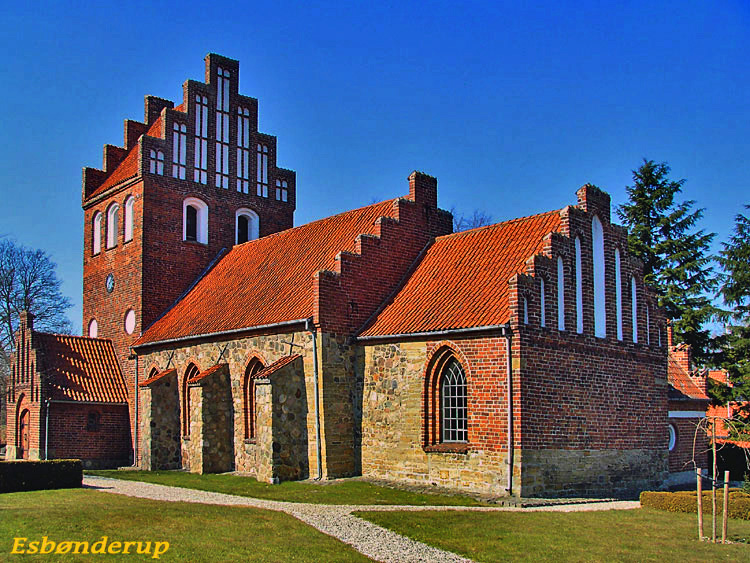
Esbønderup Kirche

## Geschichte
In Esbønderup lebte im Jahr 1496 ein Schildknappe namens Peter Litle.
Im Jahr 1682 bestand Esbønderup aus sieben Höfen, ein Haus mit Landbesitz und vier Häuser ohne Landbesitz. Das gesamte kultivierte Land bestand aus einer Fläche von 78 Hektar. Der übliche landwirtschaftliche Anbau erfolgte in dreijähriger Fruchtfolge.
Um 1900 hatte Esbønderup eine Kirche, ein Pastorenhaus, eine Schule, ein Krankenhaus mit 41 Betten, eine Apotheke (gegründet 1868) und ein Arzthaus.
Im Jahr 1903 wurde ein Missionshaus gegründet und das Dorf erhielt eine Meierei.
Die Stadt war zeitweise Hauptstadt der Kommune Esbønderup-Nødebo und ab 1970 ein Teil der Græsted-Gilleleje Kommune.

## Esbønderup in der Kultur
- Esbønderup wird zitiert in dem Gedicht Kirsten og vejen fra Gurre von Frank Jæger:

Esbønderup. Det hvide hospital.
En fjern og ukendt hanes søndagsgal.
Dit blik fik gule marker med sig hjem.
Nu ejer du en længsel efter dem.
- Die dänische Film-Komödie Soldaterkammerater på bjørnetjeneste (deutsch: Kompanie, stillgestanden) aus dem Jahr 1968 mit dem Schauspieler Preben Kaas. Der Film wurde in und um Esbønderup gedreht.[4]

## Persönlichkeiten
- Poul-Erik Høyer Larsen (* 1965), Badmintonspieler, Olympiasieger und Badmintonfunktionär